# 149e méridien ouest
En géographie, le 149e méridien ouest est le méridien joignant les points de la surface de la Terre dont la longitude est égale à 149° ouest.

## Géographie

### Dimensions
Comme tous les autres méridiens, la longueur du 149e méridien correspond à une demi-circonférence terrestre, soit 20 003,932 km. Au niveau de l'équateur, il est distant du méridien de Greenwich de 16 587 km,.
Avec le 31e méridien est, il forme un grand cercle passant par les pôles géographiques terrestres.

### Régions traversées
En commençant par le pôle Nord et descendant vers le sud au pôle Sud, Le 149e méridien ouest passe par:
| Coordonnées           | Pays, territoire ou mer | Notes                                                                                 |
| --------------------- | ----------------------- | ------------------------------------------------------------------------------------- |
| 90° 00′ N, 149° 00′ O | Océan Arctique          |                                                                                       |
| 72° 29′ N, 149° 00′ O | Mer de Beaufort         |                                                                                       |
| 70° 26′ N, 149° 00′ O | États-Unis              | Alaska                                                                                |
| 59° 57′ N, 149° 00′ O | Océan Pacifique         | Passe juste à l'est de l'île de Tahiti, Polynésie française (à 17° 48′ S, 149° 07′ O) |
| 60° 00′ S, 149° 00′ O | Océan Austral           |                                                                                       |
| 76° 19′ S, 149° 00′ O | Antarctique             | Liste des territoires non revendiqués                                                 |